# 卡利卡往世書
卡利卡往世书，也称为卡利往世書，萨提往世書或卡利卡密法，是印度教性力派的18小往世書之一  。本書可能編寫於印度的阿萨姆地区，章節數因版本不同有90~93章不等。現存版本的書寫格式與其他主流往世書不同

。它應該是夏克提信仰的晚期作品，也是真正使用“印度教”这个词的罕见的印度教文本之一。
一般認為本書的作者是圣人马尔肯德亚（sage Markendeya）。書的內容以提毗傳說開頭，該傳說講述湿婆因再次坠入爱河從禁慾回歸世俗的故事。根據梵語學者盧多·羅徹（Ludo Rocher）的說法，马尔肯德亚在書中描述了梵天、濕婆和毗濕奴的一體性，而所有女神（娑提、帕爾瓦蒂和時母等）都是陰性能量的體現。書中頌揚卡摩加耶女神（Kamakhya），詳細說明崇拜祂的儀式。書中提到確實存在的地點有阿薩姆邦的迦摩縷波國、布拉马普特拉河還有卡摩加耶廟。
本書的第67~78章單獨成為《Rudhiradhyaya》一書，內容探討了峇里島的動物祭和一些左道性力儀式 。除此之外，它還以对人类牺牲的罕见讨论闻名。內容允許為了取悅女神進行活人獻祭，但必須是在戰爭或緊急危難期間，且必須得到王子同意，而且任何身体残疾、与婆罗门有亲缘关系或“不愿意死”的人都不适合参加这个仪式。

## 成書年代
文本的各個不同部分可能成書於7~11世紀之間。 書中引用了迦梨陀娑和詩人瑪哈（Magha），表明它的成書年代比早期往世書更晚。 書中又提到與拉特那·帕拉（Ratna Pala，一名迦摩縷波國君主，公元920-960年）相关的事件，所以文本年代又可以推到10世紀之後。除此之外，根据Rocher的说法，書中提到迦摩縷波國的Dharmapala国王，可以推論成書年代應該界於11~12世紀。
根据哈兹拉（Hazra）的说法，本書有一個編寫於孟加拉的版本，比任何現存的版本還古老。 夏斯特里（Shastri）則否認這一點，他認為哈茲拉找到的證據可以有其他的解釋，而書中其他線索表明该文本應該是編寫於阿薩姆的迦摩縷波，而不是孟加拉。 

## 印刷版
本書最早的印刷版本由孟买的Venkateshvara期刊社于公元1907年出版，後來加尔各答的Vangavasi出版社也于公元1909出版了本書。